# نخلبندی
نخل‌بندی یا نخلبندی هنری ایرانی بوده‌است که هنرمند شکلِ گُل، درخت، میوه و مانند آنها را با موم می‌ساخته‌است.

## در کلام شاعران
خاقانی:
| یا نخل‌بندی کرد شب، زآن خوشهٔ پروین رطب |  | کآن صنعت نغز ای عجب، کرده‌ست خندان صبح را |

کمال اسماعیل:
| به فرّ تو کردم من این نخل‌بندی |  | ز مشک و می و زرّ و جوهر شکوفه |